# Siège de Lüshun
Transition des Ming aux Qing
Batailles
Unification des Jürchens - Fushun - Qinghe - Sarhu - Kaiyuan - Tieling - Xicheng  - Shen-Liao - Zhenjiang - She-An - Guangning - Ningyuan - Corée (1627) -  Ning-Jin - Jisi - Dalinghe - Wuqiao - Lüshun - Corée (1636) - Song-Jin - Révoltes paysannes - Pékin - Shanhai
Le Siège de Lüshun est un conflit militaire entre les dynasties Jin postérieurs et Ming. Au cours de l'été 1634, les Jin attaquent et conquièrent la ville portuaire de Lüshun aux dépens des Ming.

## Situation avant le début du conflit
Le 7 mai 1618, Nurhachi, le Khan des Jin postérieurs, entre ouvertement en rébellion contre la dynastie Ming, dont il était théoriquement le vassal, en proclamant ses Sept Grandes Causes d'irritation, qui sont autant de raisons de rejeter la tutelle Ming sur la Mandchourie.
Ayant préparé sa révolte de longue date, Nurhachi enchaîne les victoires contre les troupes chinoises et vainc les troupes des Ming lors des batailles de Fushun, Qinghe, Sarhu, Kaiyuan et Tieling. Après avoir mis au pas le clan Yihe, ses derniers rivaux au sein du peuple Jürchen, en s'emparant de Xicheng, leur capitale, il parachève sa conquête du Liaodong en s'emparant de nombreuses villes et en détruisant plusieurs armées Ming lors de la Bataille de Shen-Liao. Après sa victoire, il transfère sa capitale à Liaoyang, l'ancien siège du pouvoir Ming au Liaodong.
Même si, pendant un bref laps de temps, le général Mao Wenlong réussit à s'emparer du Fort Zhenjiang, situé sur les côtes du Liaodong, les Ming n'arrivent pas à véritablement contre-attaquer et reprendre le contrôle des territoires qu'ils ont perdus.
Durant l'automne 1621, une importante rébellion de différentes ethnies non-Han éclate dans les provinces du Sichuan et de Guizhou, ce qui plonge les Ming dans une crise majeure et mobilise une partie non négligeable des ressources militaire de la dynastie au détriment de la défense du nord-est du pays. Le Khan des Jin profite de cet affaiblissement pour s'emparer de la ville de Guangning en 1622 et de la ville portuaire de Lüshun en 1625. Cette série de victoires prend fin en 1626, lorsque le Khan est gravement blessé lors de la défaite des Jin à l'issue de la Bataille de Ningyuan. Il meurt huit mois plus tard. Son fils et successeur, Huang Taiji, tente de le venger mais est vaincu à son tour lors de la Bataille de Ning-Jin. Il passe les années suivantes à réformer et renforcer l'armée des Jin postérieurs.
Ces réformes commencent à porter leurs fruits en 1629, lorsque l'armée de Huang Taiji envahit la Chine en contournant la forteresse de Ningyuan, et marche sur Pékin, la capitale des Ming, qu'ils attaquent lors de l'Incident de Jisi. Yuan Chonghuan, qui est alors le commandant de la garnison de Ningyuan, envoie 20 000 hommes sous les ordres de Zu Dashou pour protéger la capitale. Zu traverse la Grande Muraille par la passe de Shanhai et avance jusqu'à Pékin, où il bat les Jurchens sous les murs de la ville. L'échec de la défense des murailles nord par Yuan, combiné a une campagne de dénigrement lancée en sous-main par Huang Taiji, conduit à son arrestation et à son exécution ultérieure. Toutefois, avant de mourir, il a eu le temps d'utiliser le prestige qu'il avait tiré de sa précédente victoire sur Nurhaci pour reconstruire Jinzhou, Songshan et Dalinghe en les transformant en colonies militaires (屯, tun) protégées par de lourdes fortifications. Ces transformations se font dans le cadre d'une politique de défense avancée impliquant la construction de bastions au nord de la Grande Muraille, notamment à Ningyuan, qui servait de base à ses opérations,.
Huang Taiji met en échec cette politique de fortifications lors de la bataille de Dalinghe, où il utilise l'artillerie moderne dont il s'est doté pour s'emparer de la ville éponyme, après avoir annihilé ou pris toutes les forteresses protégeant la ville. Au printemps 1633, les Jin lancent une nouvelle attaque contre la ville de Lüshun, dont les Ming avaient repris le contrôle après leurs victoires de 1626. Huang confie la direction des opérations à Kong Youde et Geng Zhongming, deux généraux chinois ayant fait défection au profit des Jin après que leur révolte ait été matée par les Ming.

## Déroulement des combats
Le choix de Youde et Zhongming comme commandant de cette expédition n'est pas le fruit du hasard, car en plus de nombreux canons modernes et puissant, les Hongyipao (lit : "canon des barbares rouges") , ces derniers ont offert aux jurchens leur expertise en guerre navale, qu'ils comptent utiliser pour attaquer Lüshun par la mer.
L'attaque contre la ville commence durant l'été 1634 et est particulièrement violente, car après six jours de combats, les Jin ont perdu 4 000 hommes, sans pour autant arriver à s'emparer de la ville. Cependant, les munitions de la garnison s'épuisent rapidement et, voyant que la défaite est imminente, son commandant, Huang Long envoie un messager avec les sceaux de son poste pour qu'il les ramène à Pékin.
Le septième jour, les Jin lancent une attaque simultanée depuis la mer et la terre. Bien que les Ming réussissent à repousser l'attaque navale, les troupes Jin qui ont lancé l'assaut terrestre réussissent à prendre le contrôle des murs et a poursuivre le combat dans les rues de la ville. Huang et les soldats de la garnison de Lüshun se battent jusqu'à ce qu'ils soient encerclées, après quoi Huang se suicide et toutes ses troupes sont massacrées. Au total, 5 000 soldats Ming meurent pendant le siège.

## Conséquences
Les Jin laissent 2,500 0 hommes en garnison à Lüshun et leur nouveau port est utilisé comme base d'opérations pour nettoyer ce qu'il reste des forces Ming dans la mer de Bohai.